# Birwinken
Birwinken är en ort och kommun i distriktet Weinfelden i kantonen Thurgau, Schweiz. Kommunen har 1 398 invånare (2023).
I kommunen finns byarna Klarsreuti, Andwil, Mattwil (huvudort), Happerswil, Buch och Birwinken.